# Union für das Europa der Nationen
Die Union für das Europa der Nationen (UEN) war von 1999 bis 2009 eine Fraktion im Europäischen Parlament. Sie umfasste Mitglieder nationalkonservativer und europaskeptischer Parteien, die zwar nicht für den Austritt ihres Landes aus der EU waren, jedoch auf Souveränität ihrer Länder bestanden.

## Geschichte
Nach der Europawahl 1999 hatte die Fraktion Union für Europa (UfE) keine Fraktionsstärke mehr, nachdem Forza Italia 1998 und Rassemblement pour la République nach der Wahl die UfE verlassen hatte. Die verbliebenen Parteien Fianna Fáil und Centro Democrático e Social – Partido Popular schlossen sich mit den Abgeordneten der Rassemblement pour la France und der Mouvement pour la France, letztere war zuvor Teil der Fraktion der Unabhängigen für das Europa der Nationen, sowie dem erstmals ins Parlament gewählten Abgeordneten der Dansk Folkeparti zusammen. Die neue Fraktion nahm den Namen Union für das Europa der Nationen an. Einen Tag nach der Konstituierung wechselten auch die Abgeordneten der Alleanza Nazionale und des Patto Segni zur UEN. Damit hatte diese 30 Abgeordnete und war sechststärkste Fraktion im Parlament. Fraktionsvorsitzender war Charles Pasqua.
2001 verließ ein Großteil der zwölf französischen Abgeordneten die Fraktion, die damit zwischendurch auf 24 Abgeordnete schrumpfte. Mit der EU-Erweiterung 2004 am 1. Mai 2004 traten sechs Abgeordnete aus Polen, Estland und der Slowakei der Fraktion bei. Diese waren bereits zuvor als Beobachter in der Fraktion. Zum Ende der Legislaturperiode hatte die UEN damit wieder 30 Mitglieder.
2002 wurde von den Mitgliedsparteien der UEN die europäische politische Partei Allianz für ein Europa der Nationen gegründet, die ab 2004 Parteienfinanzierung durch das Europaparlament erhielt. 
Bei der Europawahl 2004 verpasste das französische AEN-Mitglied Rassemblement pour la France et l’indépendance de l’Europe den Einzug ins Europaparlament. Die polnische PiS konnte Mandate hinzugewinnen und wurde damit zweitgrößte Kraft in der Fraktion neben der AN. Insgesamt verlor die UEN jedoch bei der Wahl drei Mandate, wobei das Parlament verkleinert wurde. Fraktionsvorsitzende waren Brian Crowley und Cristiana Muscardini. 
Bis Ende 2006 konnte die UEN weitere Mitglieder gewinnen. Zum einen traten die Abgeordneten der Lega Nord bei. Diese waren aus der Fraktion Unabhängigkeit/Demokratie (I/D) ausgeschlossen worden, nachdem im Februar 2006 der damalige italienische Minister für Reformen, das Lega-Nord-Mitglied Roberto Calderoli T-Shirts mit den umstrittenen Mohammed-Karikaturen produzieren ließ und diese am 17. Februar 2006 demonstrativ in einem Live-Interview zeigte, woraufhin in Libyen gewaltsame Proteste mit 11 Toten ausbrachen. Daneben traten 13 weitere polnische Abgeordnete zur UEN über: ein Großteil der polnischen LPR (zuvor I/D-Fraktion), drei der vier PSL-Abgeordneten (zuvor EVP/ED-Fraktion) und vier der sechs Abgeordneten der Samoobrona. Mit 44 Abgeordneten aus sechs Ländern war die UEN damit ab Ende 2006 die viertgrößte Fraktion im Europäischen Parlament hinter den Christdemokraten, Sozialdemokraten und Liberalen. 
Nach der Europawahl 2009 löste sich die UEN-Fraktion auf, nachdem sowohl die irische Fianna Fáil (die sich der liberalen ELDR anschloss) als auch die italienische Alleanza Nazionale (die in der neu gegründeten Partei Popolo della Libertà aufging und daher nun Teil der christdemokratischen EVP wurde) aus der AEN ausgetreten waren. Die polnische Prawo i Sprawiedliwość kündigte kurz vor der Wahl an, zusammen mit den britischen Conservatives und der tschechischen ODS eine neue konservative Europaparlamentsfraktion gründen zu wollen. Bei dieser am 22. Juni 2009 gegründeten Fraktion der Europäischen Konservativen und Reformisten (ECR) waren auch weitere UEN-Parteien beteiligt. Die verbleibenden UEN-Mitglieder, Lega Nord, Dansk Folkeparti und Vaterland und Freiheit, erfüllten die Kriterien zur Bildung einer eigenen Fraktion nicht mehr und schlossen sich der Fraktion Europa der Freiheit und der Demokratie an.

## Mitglieder
Im Folgenden werden die Mitglieder der UEN-Fraktion in den Legislaturperiode 1999–2004 und 2004–2009 genannt:
| Land       | Name                                                 | 1999–2004 | 1999–2004 | 2004–2009 | 2004–2009 | Mitglieder |
| Land       | Name                                                 | Anfang    | Ende      | Anfang    | Ende      | Mitglieder |
| ---------- | ---------------------------------------------------- | --------- | --------- | --------- | --------- | --- |
| Dänemark   | Dansk Folkeparti                                     | 1         | 1         | 1         | 1         | Mogens Camre |
| Estland    | Estnische Volksunion                                 | –         | 1         | –         | –         | Janno Reiljan ( 1. Mai 2004 bis 19. Juli 2004) |
| Frankreich | Rassemblement pour la France                         | 6         | 3         | –         | –         | Charles Pasqua, Jean-Charles Marchiani, Isabelle Caullery, Paul-Marie Coûteaux (bis 14. März 2001, zu EDU), Florence Kuntz (bis 14. März 2001, zu EDU), William Abitbol (bis 14. März 2001, zu EDU) |
| Frankreich | Mouvement pour la France                             | 6         | 2         | –         | –         | Philippe de Villiers (bis 16. Dezember 1999), Georges Berthu, Elizabeth Montfort (bis 30. Januar 2001), Dominique Souchet (bis 31. Januar 2001), Thierry de la Perriere (bis 30. Januar 2001), Nicole Thomas-Mauro (bis 30. Januar 2001 und ab 11. März 2003), Alexandre Varaut (17. Dezember 1999 bis 30. Januar 2001) |
| Irland     | Fianna Fáil                                          | 6         | 6         | 4         | 4         | Brian Crowley, Niall Andrews (1999–2004), Gerard Collins (1999–2004), Liam Hyland (1999–2004), James Fitzsimons (1999–2004), Eoin Ryan (2004–2009), Liam Aylward (2004–2009), Pat Gallagher (bis 17. Juni 2002), Seán Ó Neachtain (ab 2. Juli 2002) |
| Italien    | Alleanza Nazionale                                   | 8         | 9         | 9         | 9         | Nello Musumeci (ab 20. September 2005 Alleanza Siciliana), Sergio Berlato, Roberta Angelilli, Cristiana Muscardini, Gianfranco Fini (bis 10. Juni 2001), Massimo Corsaro (14. Juni 2001 bis 18. Juli 2001), Adriana Poli Bortone (bis 28. April 2008), Mauro Nobilia (1999–2004), Franz Turchi (1999–2004), Antonio Mussa (19. Juli 2001–19. Juli 2004 und 4. November 2008–13. Juli 2009), Alessandro Foglietta (2004–2009), Salvatore Tatarella (2004–2009), Umberto Pirilli (2004–2009), Romano Maria La Russa (20. Juli 2004 bis 3. November 2008), Domenico Antonio Basile (17. Juni 2008 bis 13. Juli 2009), Roberto Bigliardo (1. Oktober 2001 bis 19. Juli 2004, gewählt für Fiamma Tricolore) |
| Italien    | Patto Segni                                          | 1         | 1         | –         | –         | Mariotto Segni |
| Italien    | Lega Nord                                            | –         | –         | –         | 4         | Gian Paolo Gobbo (13. Dezember 2006 bis 22. Juni 2008), Giovanni Robusti (ab 30. Mai 2008, ab 26. Juni 2008 parteilos), Umberto Bossi (13. Dezember 2006 bis 28. April 2008), Erminio Enzo Boso (ab 23. Juni 2008), Francesco Speroni (ab 13. Dezember 2006), Mario Borghezio (ab 13. Dezember 2006) |
| Lettland   | Vaterland und Freiheit                               | –         | –         | 4         | 4         | Roberts Zile, Guntars Krasts, Ģirts Valdis Kristovskis (ab 29. Mai 2008 Pilsoniskā savienība), Inese Vaidere (ab 10. Juni 2008 Pilsoniskā Savienība) |
| Litauen    | Valstiečių ir Naujosios demokratijos partijų sąjunga | –         | –         | 1         | 1         | Gintaras Didiziokas |
| Litauen    | Liberalų demokratų partija                           | –         | –         | 1         | 1         | Rolandas Pavlionis (bis 10. Mai 2006), Eugenijus Maldeikis (ab 18. Mai 2006) |
| Polen      | Prawo i Sprawiedliwość                               | –         | 4         | 7         | 8         | Marcin Libicki (ab 1. Mai 2004), Adam Bielan (ab 1. Mai 2004), Aleksander Szczygło (1. Mai 2004 bis 19. Juli 2004), Michał Kamiński (1. Mai 2004 bis 6. August 2007), Ewa Tomaszewska (ab 30. August 2007), Wojciech Roszkowski (2004–2009), Mieczysław Janowski (2004–2009), Konrad Szymański (2004–2009), Anna Fotyga (20. Juli 2004 bis 22. November 2005), Hanna Foltyn-Kubicka (7. Dezember 2005 bis 13. Juli 2009), Ryszard Czarnecki (ab 15. November 2006, bis 23. Januar 2008 Samoobrona, ab 10. Oktober 2008 PiS) |
| Polen      | Samoobrona                                           | –         | –         | –         | 3         | Marek Czarnecki (15. November 2006 bis 9. Juni 2008, ab 5. Mai 2008 parteilos), Jan Masiel (ab 15. November 2006, ab 5. November 2008 Stronnictwo Piast), Leopold Rutowicz (ab 15. November 2006), Wiesław Kuc (ab 13. Dezember 2006) |
| Polen      | Polskie Stronnictwo Ludowe                           | –         | –         | –         | 3         | Zbigniew Kuźmiuk (ab 13. Dezember 2005), Zdzisław Podkański (ab 13. Dezember 2005, ab 11. September 2007 Stronnictwo Piast), Janusz Wojciechowski (ab 13. Dezember 2005) |
| Polen      | (ehemals) Liga Polskich Rodzin                       | –         | –         | –         | 6         | Dariusz Grabowski (ab 13. Dezember 2006, bis 4. Juni 2007 LPR), Bogdan Pęk (ab 13. Dezember 2006, ab 6. November 2008 Naprzód Polsko), Bogusław Rogalski (ab 13. Dezember 2006, ab 25. Januar 2006 Forum Polskie, ab 3. Dezember 2008 Naprzód Polsko), Sylwester Chruszcz (ab 18. Dezember 2008, Naprzód Polsko), Andrzej Zapałowski (ab 13. Dezember 2006, ab 14. Juni 2007 parteilos), Mirosław Piotrowski (ab 13. Dezember 2006, parteilos) |
| Portugal   | Centro Democrático e Social – Partido Popular        | 2         | 2         | –         | –         | Luís Queiro, Paulo Portas (bis 2. November 1999), José Ribeiro e Castro (ab 17. November 1999) |
| Slowakei   | Ľudová únia                                          | –         | 1         | –         | –         | Rudolf Žiak (1. Mai 2004 bis 19. Juli 2004) |
| Summe      | Summe                                                | 30        | 30        | 27        | 44        | |